# マガキガイ
マガキガイ（籬貝、学名： Strombus luhuanus）は、盤足目ソデボラ科（スイショウガイ科）に分類される巻貝である。

## 名称
学名には亜属を用いた Conomurex luhuanus (Linnaeus,1758) を用いる文献もみられる。
和名にある「まがき（籬）」は、竹などで、目を粗く編んだ垣根のことで、貝殻表面の模様や色が似ることによる。
日本における地方名には、トネリ（静岡県）、ピンピンガイ、カマボラ、ハセバイ（三重県）、トッコロ、ツメバイ（和歌山県白浜町）、バイ（串本町）、チャンバラガイ、キリアイ（高知県）、サムライギッチョ（大分県）、ハシリガイ（蒲江町）、トッビナ（鹿児島県喜入町）、トビンニャ、ティラダ（奄美大島）、トュビティラザ、トゥビキラザ（沖永良部島）、ティダラ（与論島）、ティラジャー、コマガイ（沖縄県）、ユノンウナ（八重山諸島）など数多い。
奄美群島では同科のムカシタモト（昔袂。Canarium mutabile）のことも区別しないで呼んでトビンニャ、ティダラなどと呼ぶことが多いが、沖永良部島のようにモーティラザと呼び分ける例もある。
なお、「貝」をつけない「マガキ」（真牡蠣）は、二枚貝のカキの一種 Crassostrea gigas で、全くの別種となる。

## 分布
インド洋やフィリピン諸島、パプアニューギニア、オーストラリア東岸、ハワイ島南方のパルミラ島、フィジーなど西太平洋にかけての熱帯・亜熱帯海域。本邦では沖縄県西表島、高知県土佐湾、和歌山県白浜や南部町地先、静岡県内浦、千葉県勝浦など、黒潮流沿岸域に点在することが知られている。緯度的に、千葉県の勝浦と静岡県の内浦が本種分布の北限に相当している。日本海側では山口県北部で生息が確認されている。

## 形態
成貝は殻高6センチメートル、殻幅3センチメートルほどで、貝殻の形は体層（巻きの一番下）が縦長に発達した逆円錐形をしている。螺塔は7層あるが、体層に比べると低い。貝殻の表面には褐色の殻皮があるが、殻皮を剥がすと白地に褐色のジグザグ模様がある。和名はこの模様が「籬」（まがき）に似ることに由来する。殻口は縦長で狭く、成貝の外唇内面には水平に走る細い筋（内肋）が多数あり、殻口内は全体に橙紅色で内唇は明瞭に黒くなる。殻の色や型には生息地の緯度によって地域差がみられる。例えば、日本近海での調査では、一般に形は北方ほど殻幅が小さく、細くなり、塔頂角が大きくなり、殻の重量は北方ほど軽くなり、殻の色は南方が白っぽいのに対して、北方ほど褐色が強くなる傾向がある。また、沖縄県西表島産や鹿児島県加計呂麻島産と静岡県沼津市産の成貝を比較した太平洋沿岸域の調査でも同様に、北方個体の殻サイズには細長くなる傾向が認められている。
猛毒をもつことで知られるイモガイ類に似るが、本種は無毒である。殻口外側の殻底に近い部分が一ヶ所半円形に切れこみ、外側へめくれている点で区別できる。これはストロンボイドノッチと呼ばれるソデボラ類に特有の形質で、生時にはここから右側の触角と眼を突き出していることが多い。
眼は、カタツムリのように長い眼柄の先端につく。眼は黒白の同心円で、貝類にしてはわりと大きく目に付きやすい。
蓋は三日月形で、外側に鋸歯がある。本種を含むソデボラ類は腹足が退化して蓋を支える柄のようになっており、蓋で海底を蹴るようにして運動し、敵から逃げるときには力いっぱいに蹴ることで高くジャンプする。人に捕らえられて水中から出た時にも蓋のついた足で空中を蹴る行動を見せるため、これを刀を振り回す動作に見立てて高知県ではチャンバラ貝、キリアイ（切り合い）、大分県ではサムライギッチョなどと呼ばれる。

## 生態
潮間帯から水深50mくらいまでの岩礁・岩礫域または砂地に生息しており、分布域では外洋に面した干潮時の磯や砂地でよく見られる。静岡県内浦では、枯死したサンゴ（エダミドリイシ）の骨格が海底に散らばり砂と混ざり合ったサンゴ砂礫地での生息が確認されている。

### 食性

摂餌するマガキガイ

藻食性であり、ゾウのような長い口吻をしきりに動かし、岩場や海底の付着性の微細藻類を摂食する。水温の高い時期には他個体の殻をついばむ様子がしばし観察されることからもその食欲は旺盛とみられる。

### 繁殖

マガキガイの交尾（左がオス、右がメス）

繁殖期は静岡や和歌山では５月～８月で、西表島ではわずかながらも通年とされている。雌雄異体であり、産卵のためにペアを形成し交尾する。卵は丸型で卵径は130㎛弱、粘着性の細長い卵嚢内に羅列する形で産出され、貝殻片や砂粒などの底質と絡まって塊状やコイル状となる。１卵塊当たりの卵数はおよそ15万～30万粒で、産出中のメスにオスが交尾を迫る様子が観察されることから、繁殖力は弱くはない。

### 潜砂
砂に潜ることが知られており、姿が完全に見えなくなる、眼柄だけ出す、殻の一部が見えるなどその様子はさまざま。こうした潜砂活動には季節性がみられており、特に分布縁辺域での個体群にとっては生残上重要な戦略の一つと考えられている。

### その他
外観がイモガイ類に似るが食性も生態も異なる。イモガイに似ているのは、捕食を避けるための擬態ではないかという説もある。

## 利用

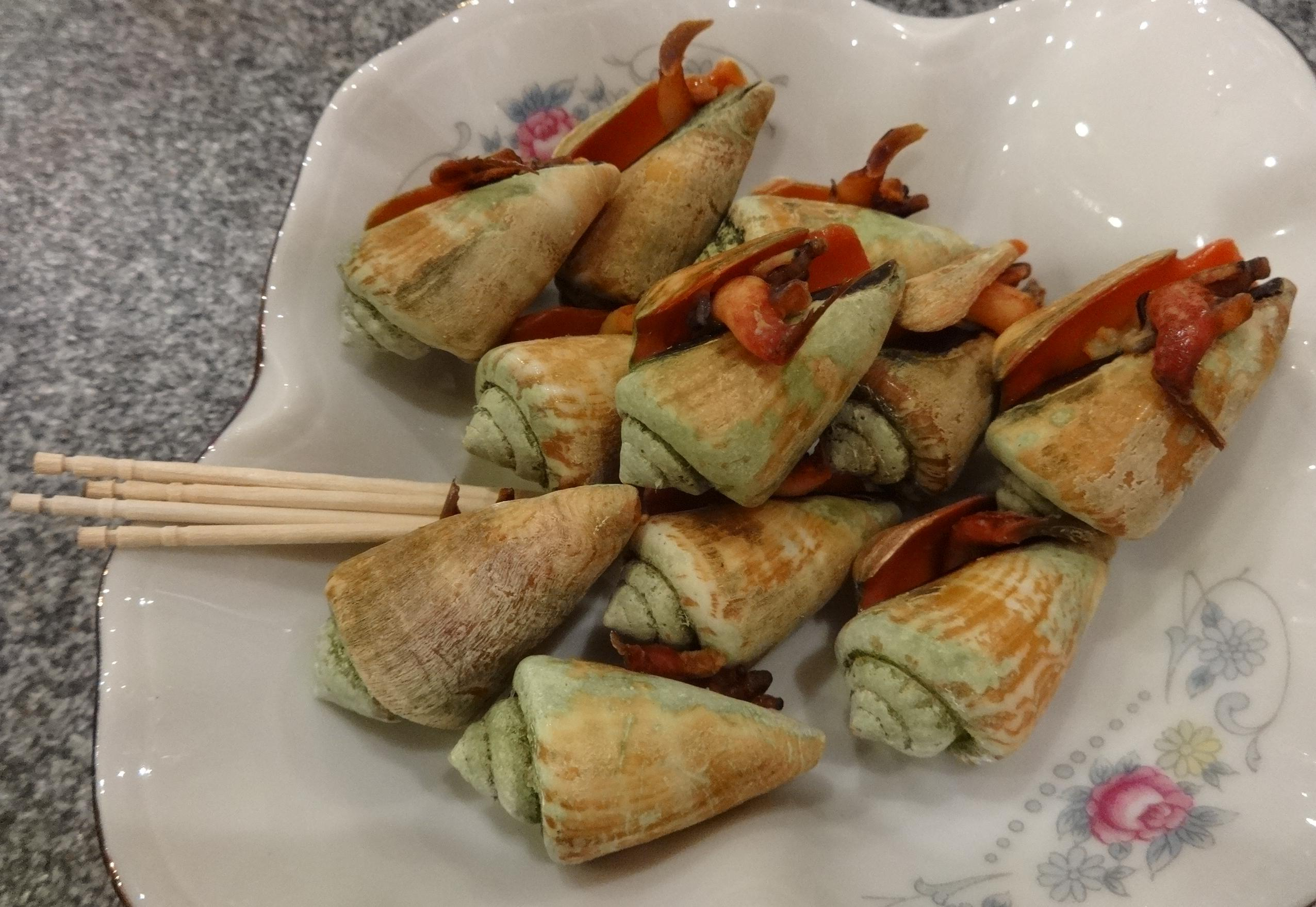
奄美料理の定番とびんにゃ塩茹で

### 食用
高知県では通年、和歌山県では資源保護のため6-8月ごろに漁獲され、食用にする。地域によっては塩茹でや煮貝、味噌炒め、バター炒め、ニラ炒め、酢味噌和え（ぬた）などにされ、天ぷら、味噌汁の具やアオサなどと共に吸い物にもされることもある。小さく、また貝殻の開口部が狭いため食べ難いが、爪楊枝などでほじくり出して食べると、ツブ貝などに似て美味である。高知県、和歌山県、沖縄県や鹿児島県の奄美群島では特に人気が高く、フィリピンなどからの輸入品も販売されている。関東地方、関西地方などでは、高知産などの生ものの他、奄美・沖縄産の塩ゆでした冷蔵品や、煮貝にしたものなども流通している。高知県では、皿鉢料理の一品として、盛り合わされることもある。
上述のように多くの地方名が散在しており、我が国では古くから地域的な食文化として定着していたことがうかがえる。

### 装飾
熱帯域では特に大量に採取されるため、その貝殻も土産物や装飾品に利用される。

### その他
食用以外にも、海水水槽の掃除をしてくれるタンクメイトとしてアクアリウム関連の店で販売されることがある。

## 近縁種
同属異種に下記などがある。
- ネジマガキ Strombus gibberulus (Linnaeus, 1758） - 2006年に行われたミトコンドリア遺伝子解析で、最も近縁の種とされた[12]。
- インドマガキ Strombus decorus (Röding, 1798) - インド洋に分布する。内唇が全く黒くならないことで区別できる。
- ペルシャマガキ Strombus persicus (Swainson, 1821) - ペルシャ湾、地中海東部（移入）に分布する。内唇は黒くならず、殻質もやや薄い。

かつて同属とされた種に下記などがある。
- ムカシタモト Canarium mutabile (Strombus mutabilis) (Swainson, 1821) - インド洋、地中海、西太平洋に分布。貝殻の縦筋模様が薄いものが多い。
- ヤサガタムカシタモト Canarium microurceus (Kira, 1959) - 西太平洋に分布。ムカシタモトに似るが内唇が黒い。

## 作品
マガキガイを主題にした作品に以下がある。

### 音楽
- 「トビンニャの唄」 - 奄美大島のバンドGo！トビンニャーズ！が作詞、作曲。2016年にあまみエフエムで話題となる[13]。